# バド・コリンズ

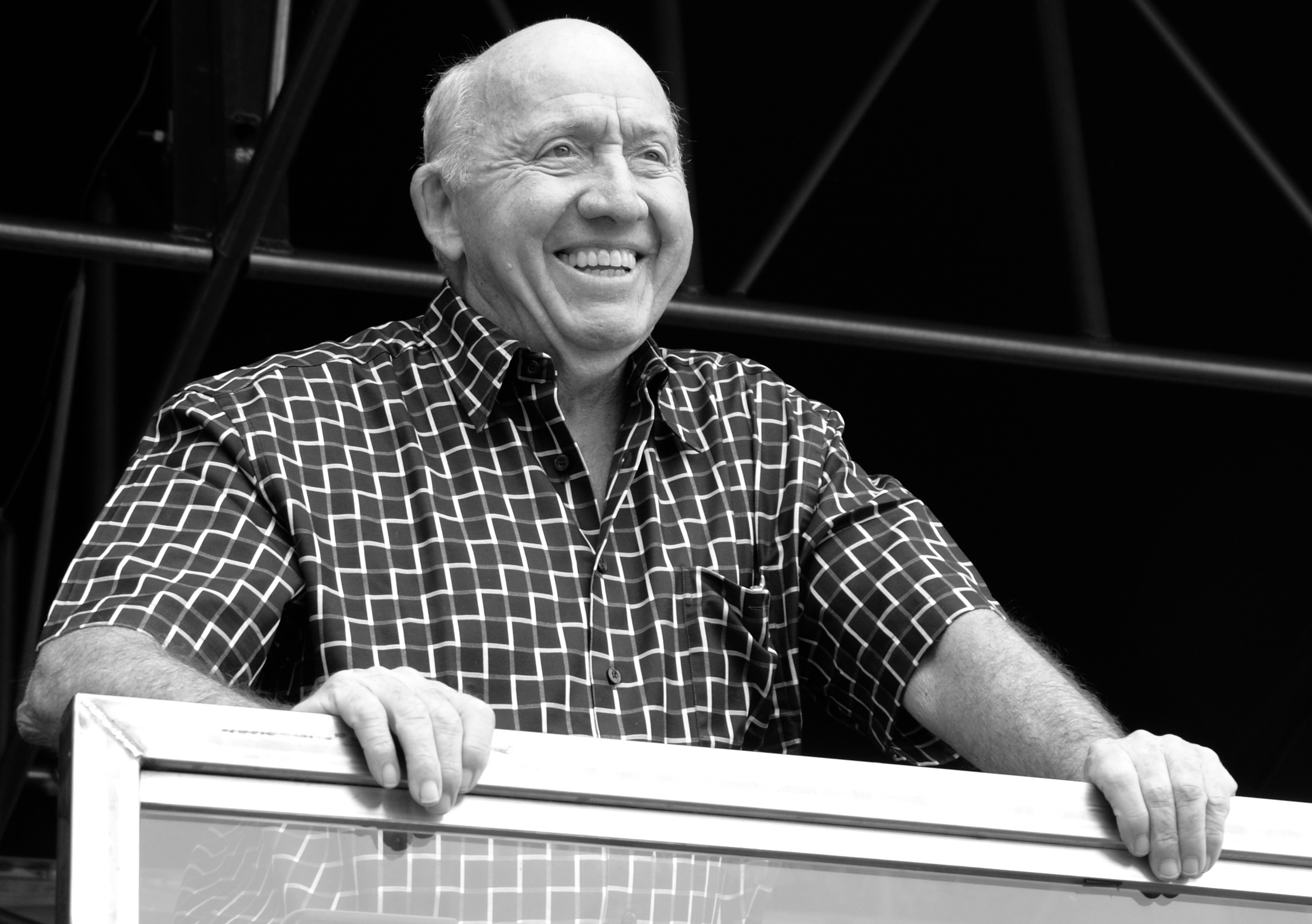
バド・コリンズ

バド・コリンズ（Bud Collins, 1929年6月17日 - 2016年3月4日 ）は、アメリカ・オハイオ州ライマ出身のスポーツジャーナリスト。本名は Arthur Worth Collins Jr. （アーサー・ワース・コリンズ・ジュニア）というが、「バド・コリンズ」の呼び名で最もよく知られる。これまで半世紀にわたり、世界的に最も著名なテニス記事編集者・解説者として活動してきた。彼の著述活動は膨大な量にのぼり、テニス文献執筆者として高い信頼を集め、とりわけ「バド・コリンズのテニス百科事典」はこれまでに5版の増補改訂を重ねている。その膨大な見識から「歩くテニス百科事典」と呼ばれることがある。
オハイオ州ライマの地に生まれたコリンズは、同州のベリアにある私立のボールドウィン・ウォレス大学を卒業し、その後アメリカ陸軍勤務を経て、1954年からボストン大学大学院に通った。この頃から彼はボストンに活動の拠点を置き、間もなく「ボストン・ヘラルド」紙でスポーツ記者の仕事についた。1963年からはボストン・グローブ紙に移り、現在もこの新聞でスポーツ記事を書き続けている。それからテレビ解説にも活動の場を広げ、1968年から1972年までCBSの全米オープンテニス中継を担当した後、NBCテレビでウィンブルドン選手権などの実況中継に携わってきた。イギリス・ロンドンのインデペンデント紙など、世界各地の新聞やテニス雑誌にも多数の記事を寄稿している。
彼の代表的な著書である「テニス百科事典」は、1980年に初版が刊行され、現在までに5版の増補改訂を経ている。1994年、コリンズは「ジャーナリスト」部門で国際テニス殿堂入りを果たした。国際テニス殿堂内にある選手評伝は（彼自身のプロフィールを除いて）コリンズの百科事典に基づいたものである。

## 主な著書
- The Education of a Tennis Player （テニス選手の教育）　［初版出版年：1971年、ロッド・レーバーとの共著］
- Evonne! On the Move （イボンヌ、その躍進）　［初版出版年：1974年、イボンヌ・グーラゴングとの共著］
- My Life With the Pros （プロテニス選手たちとの人生） E.P. Dutton, New York (1989) ISBN 0525246592
- Bud Collins' Tennis Encyclopedia （テニス百科事典は5版の改訂を経ている。初版出版年：1980年）
  - Bud Collins' Modern Encyclopedia of Tennis // Gale Cengage Learning, Farmington Hills, Michigan; ISBN 0810389886 (1993)　［第2版］
  - Bud Collins' Tennis Encyclopedia // Visible Ink Press, Detroit; ISBN 1-57859-000-0 (1997)　［第3版］
  - Bud Collins, Total Tennis: The Ultimate Tennis Encyclopedia // Sport Classic Books, Toronto; ISBN 0-9731443-4-3 (2003)　［第4版］
  - The Bud Collins History of Tennis: An Authoritative Encyclopedia and Record Book // New Chapter Press, Washington D.C.; ISBN 0942257413 / ISBN 978-0942257410 (2008)　［第5版］